# Дзевульский (лунный кратер)
Кратер Дзевульский (лат. Dziewulski) — большой древний ударный кратер в северном полушарии обратной стороны Луны. Название присвоено в честь польского астронома Владислава Дзевульского (1878—1962) и утверждено Международным астрономическим союзом в 1970 г. Образование кратера относится к нектарскому периоду.

## Описание кратера
Ближайшими соседями кратера являются огромный кратер Жолио на северо-западе; кратер Эдисон на севере; кратер Артамонов на северо-востоке; кратер Малый на востоке; кратер Попов на юге; а также кратер Аль-Бируни на юго-западе. От южной части кратера Дзевульский в юго-восточном направлении тянется цепочка кратеров Дзевульского. Селенографические координаты центра кратера 20°59′ с. ш. 99°01′ в. д. / 20,99° с. ш. 99,02° в. д., диаметр 68,9 км, глубина 2,7 км.
Кратер имеет циркулярную форму и за время своего существования значительно разрушен. Юго-западная часть вала перекрыта сателлитным кратером Дзевульский Q (см. ниже), юго-восточная часть вала перекрыта тремя небольшими кратерами. Северная часть вала значительно разрушена. Высота вала над окружающей местностью достигает 1230 м, объем кратера составляет приблизительно 3400 км³. Дно чаши ровное, в центре чаши располагается маленький кратер.

## Сателлитные кратеры
| Дзевульский | Координаты                                            | Диаметр, км |
| ----------- | ----------------------------------------------------- | ----------- |
| Q           | 20°33′ с. ш. 98°28′ в. д. / 20,55° с. ш. 98,46° в. д. | 28,2        |

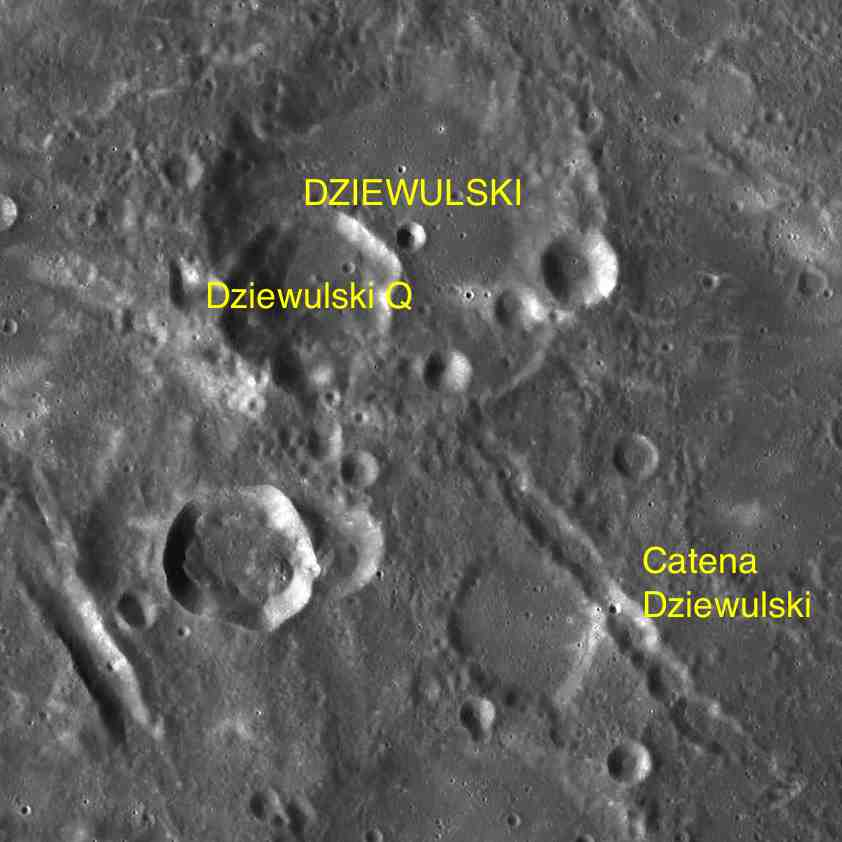
Фрагмент карты LAC-46.

- Образование сателлитного кратера Дзевульский Q относится к нектарскому периоду[1].